# هدلی بال
هدلی بال (انگلیسی: Hedley Bull; ۱۰ ژوئن ۱۹۳۲ – ۱۸ مهٔ ۱۹۸۵) یک استاد روابط بین‌الملل در دانشگاه ملی استرالیا، مدرسه اقتصاد لندن و دانشگاه آکسفورد تا زمان مرگش در سال ۱۹۸۵ بود.
در سال ۱۹۷۷ بال کتاب اصلی خود جامعهٔ آنارشیک را منتشر کرد. این کتاب عموماً به عنوان یکی از منابع اصلی در رشتهٔ روابط بین‌الملل شناخته می‌شود و همچنین متن مرکزی مکتب انگلیسی در روابط بین‌الملل است. او در این کتاب توضیح می‌دهد که علی‌رغم ماهیت آنارشیک محیط بین‌الملل، ویژگی مهم این محیط، تشکیل «جامعه‌ای از دولت‌ها» است.

## طغیان علیه غرب
هدلی بال در اواخر عمر کاری خود مقاله‌ای با عنوان «طغیان علیه غرب» نوشت که در کتاب «گسترش جامعهٔ بین‌المللی» منتشر شده است. او در این مقاله به نحوهٔ طغیان علیه غرب در قرن بیستم پرداخته است که به عقیدهٔ‌ او در پنج مرحله رخ داده است:
1. طغیان حقوقی که تلاش برای افزایش اختیارات حکومت و کاهش محدودیت‌ها بود.
2. طغیان سیاسی که خواهان کسب استقلال دولت ملی بود.
3. طغیان نژادی که خواهان وارد شدن اصول برابری نژادی در قوانین بین‌المللی بود.
4. طغیان اقتصادی که در آن مستعمرات سابق خواهان ادغام شدن در نظام اقتصادی بین‌الملل شدند.
5. و نهایتاً طغیان فرهنگی که در طول آن ارزش‌های اخلاقی و انسانی فراگیر و جهان‌شمول شده و از چهارچوب‌بندی‌های اروپامحور خارج می‌شود.[۱]